# Рафіз Аліті
Рафіз Аліті (мак. Рафиз Аљити; алб. Rafiz Aliti; 29 квітня 1959, Радуша, Скоп'є) — північномакедонський політик і колишній член, командир т. зв. Визвольної народної армії, більш відомий як Командир М'сусі. Є членом Демократичного союзу за інтеграцію.

## Біографія
Аліті народилася в селі Радуша в Скоп'є 29 квітня 1959 року. Закінчив середню школу «Зеф Луш Марку» в Скоп'є, отримуючи вищу освіту на факультеті фізичного виховання в Приштині, Косово. Він за професією професор. Під час конфлікту 2001 р. брав активну участь у т. зв. Визвольній народній армії. Його псевдонім був командвнт M'сусі (Mёsusi) і був відповідальним за область Радуша. Член парламенту Македонії трьох скликань (2002–2006, 2006–2008 та 2008–2009). З липня 2008 р. його обирають віце-президентом Асамблеї Республіки Македонія. Вільно володіє сербською та хорватською мовами. Одружений, живе в селі Радуша .